# Vi sợi

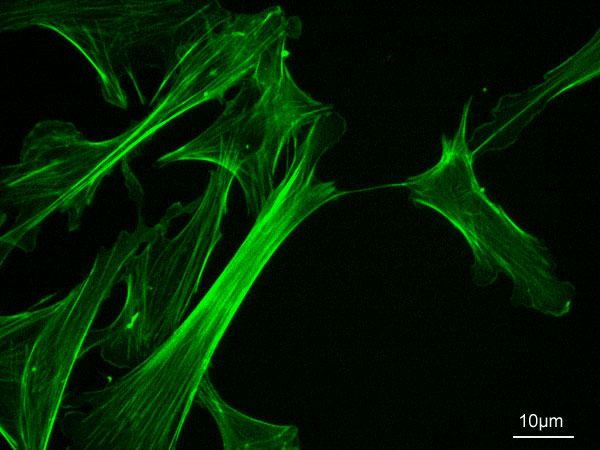
Bộ xương tế bào actin của nguyên bào sợi phôi chuột, nhuộm màu huỳnh quang với isothiocyanate-phalloidin

Vi sợi, còn được gọi là sợi actin, là các sợi trong tế bào chất của tế bào nhân chuẩn tạo thành một phần của bộ xương tế bào. Chúng chủ yếu bao gồm các polyme của actin, nhưng được biến đổi và tương tác với nhiều protein khác trong các tế bào. Vi sợi thường có đường kính khoảng 7 nm và gồm hai sợi actin bện vào nhau. Các chức năng của chúng có thể kể đến như trong phân chia tế bào chất, chuyển động amip và chuyển động tế bào nói chung, những thay đổi trong hình dạng tế bào, quá trình xuất bào và nhập bào, co bóp tế bào và ổn định cơ học. Các sợi nhỏ có tính linh hoạt và tương đối bền. Trong việc kích thích sự vận động của tế bào, một đầu của sợi actin có thể kéo dài trong khi đầu còn lại thì không, có lẽ là do các phân tử vận động myosin II. Ngoài ra, chúng còn hoạt động như một phần của động cơ phân tử điều khiển bởi actomyosin, trong đó các sợi mỏng đóng vai trò như nền tảng cho hoạt động kéo phụ thuộc ATP của myosin trong co cơ và chuyển động của chân giả. Vi sợi có một mạng lưới bền chắc nhưng linh hoạt để giúp tế bào chuyển động.

## Lịch sử
Actin và các quá trình qua trung gian vi sợi từ lâu đã là một chủ đề nghiên cứu. Engelmann (1879) đã gợi ý rằng nhiều loại chuyển động quan sát thấy ở thực vật nguyên sinh và động vật nguyên sinh như chuyển động dòng tế bào chất và chuyển động của amip thực tế là một phiên bản nguyên thủy của các chuyển động co cơ.
Vào những năm 1930, Szent-Györgyi và cộng sự của mình, vi phạm một trong những nguyên tắc hóa sinh, là bắt đầu nghiên cứu "phần bên" thay vì "phần lõi ", đó là, protein cấu trúc và không phải enzyme, dẫn đến nhiều khám phá liên quan đến vi sợi.

## Tổ chức
Sợi actin có thể được lắp ráp theo hai loại cấu trúc chung: bó và mạng. Các bó có thể bao gồm các sợi phân cực, trong đó tất cả các đầu thuôn nhọn đều trỏ đến cùng một đầu của bó, hoặc các sợi không phân cực, nơi mà các đầu thuôn nhọn kết thúc hướng tới cả hai phía. Một lớp protein liên kết actin, được gọi là các protein liên kết chéo, quyết định sự hình thành các cấu trúc này. Các protein liên kết chéo xác định định hướng và khoảng cách của sợi trong các bó và mạng. Những cấu trúc này được điều chỉnh bởi nhiều loại protein liên kết actin khác, bao gồm protein động cơ, protein phân nhánh, protein cắt đứt, promoter trùng hợp và protein đóng nắp.